# Missin' U
Missin' U（ミッシン・ユー）は、日本のタレント・石田裕子のファースト・シングル。2008年3月5日にrhythm zoneからリリースされた。

## 概要
- 石田裕子にとっては、本人名義として初の楽曲であると共に、メジャー・レーベルからのソロ・デビュー作でもある。
- 当時（2008年）、トリンプ・イメージガールを務めていたこともあり、ジャケットビジュアルやPVでも下着姿を大胆にフィーチャーしている。ちなみにPVはCD収録ヴァージョンよりも演奏時間が1分ほど短くなっている。
- トリンプ「恋するブラ わたしシルエット」TV-CFソング。『週刊プレイガール』（テレビ朝日）エンディングテーマとしてもオンエアされていた。

## 収録内容

### CD
1. Missin' U （作詞：石田裕子・Yoko Hiji、作曲・編曲：山木隆一郎）
2. Can't Stop My Love （作詞：Yoko Hiji、作曲・編曲：山木隆一郎）
3. Missin' U （Instrumental）
4. Can't Stop My Love （Instrumental）

### DVD
1. “Missin' U”Music Video
2. Making of “Missin' U”